# Escalona (kommun)
Escalona är en kommun i Spanien.   Den ligger i provinsen Toledo och regionen Kastilien-La Mancha, i den centrala delen av landet, 60 km sydväst om huvudstaden Madrid. Antalet invånare är 3 454. Arean är 73 kvadratkilometer. Escalona gränsar till Almorox och Aldea en Cabo. 
Terrängen i Escalona är platt.